# Wilhelm Grebe (Politiker, 1805)
Friedrich Wilhelm Ferdinand Grebe (* 9. November 1805 in Helmscheid; † 1. April 1879 ebenda) war ein deutscher Ökonom und Politiker.
Grebe war der Sohn des Landwirts Johann Franz Grebe (1776–1866) und dessen Ehefrau Elisabeth geborene Drebes (1780–1834). Er heiratete am 2. August 1835 in Helmscheid in erster Ehe Carolina Curtze (1815–1851), die Tochter des Landstands Christian Curtze. Am 4. Juli 1858 heiratete er in zweiter Ehe in Helmscheid Wilhelmine Charlotte Schäfer (geb. 1815) aus Reelsen (Kreis Höxter). Grebe lebte als Ökonom in Helmscheid. 1848 war er Landstand (als Nachfolger für den verstorbenen Johannes Behlen) und 1852 bis 1855 war er für den Wahlkreis Kreis des Eisenbergs Abgeordneter im Landtag des Fürstentums Waldeck-Pyrmont.